# Can Gaio
Can Gaio (també anomenat "Cal Gaio", "Can Gayo" o "Cal Gayo") és una masia del municipi del Masnou (Maresme).
És una masia de planta rectangular que consta de planta baixa i pis amb la coberta de teules àrabs a dues aigües i el carener perpendicular a la façana principal, orientada a migdia.
La façana té una composició asimètrica on destaca la porta d'accés adovellada, que està descentrada, i una finestra enreixada a mitja alçada a cada costat. A la primera planta, hi ha tres obertures i un rellotge de sol pintat amb la inscripció "Cal Gayo". A les altres façanes hi destaca el ple sobre el buit amb una disposició més anàrquica de les obertures, però on destaquen els ampits, brancals i llindes de pedra vista treballada. A la part posterior hi ha adossat un petit cos de planta baixa destinat a magatzem.